# Movimento antimanicomial
O Movimento Antimanicomial ou Luta Antimanicomial é um movimento social que luta pelos direitos das pessoas em sofrimento mental e advoga pelo fim da lógica manicomial nos cuidados em saúde. No Brasil, o movimento impulsionou a reforma psiquiátrica que, a partir da realização do II Congresso Nacional de Trabalhadores de Saúde Mental em Bauru, instituiu o dia 18 de maio como o Dia Nacional da Luta Antimanicomial e culminou na intervenção na Casa de Saúde Anchieta em Santos.

## História
No Brasil, o dia 18 de maio remete ao Encontro dos Trabalhadores da Saúde Mental, ocorrido em 1987, na cidade de Bauru, no estado de São Paulo, que reuniu mais de 350 trabalhadores na área de saúde mental.
Na sua origem, esse movimento está ligado à Reforma Sanitária Brasileira da qual resultou a criação do Sistema Unico de Saúde - (SUS); está ligado também à experiência de desinstitucionalização da Psiquiatria desenvolvidas na comuna de Gorizia e na cidade de Trieste, na Itália, pelo médico e psiquiatra Franco Basaglia na década de 1960 com a Psiquiatria Democrática Italiana e o Pensamento Basagliano. A experiência da Psiquiatria Democrática inicia através de transformações no modelo de assistência psiquiátrica, transformando o hospital em comunidade terapêutica e produzindo melhorias nas condições de hospedaria, no cuidado técnico aos internos, e nas relações entre a sociedade e a loucura. Basaglia, assim como Frantz Fanon antes dele, percebeu os limites da transformação do hospital psiquiátrico, e passa a propor um modelo de matriz territorial e comunitária, com base em um sistema descentralizado que irá influenciar a luta antimanicomial brasileira.
Como processo decorrente deste movimento, temos a Reforma Psiquiátrica, definida pela Lei 10216 de 2001 (Lei Paulo Delgado) como diretriz de reformulação do modelo de Atenção à Saúde Mental, transferido o foco do tratamento que se concentrava na instituição hospitalar, para uma Rede de Atenção Psicossocial, estruturada em unidades de serviços comunitários e abertos.
Segundo os estudos de Paulo Amarante, coordenador do livro Loucos Pela Vida: a Trajetória da Reforma Psiquiátrica no Brasil, a reforma psiquiátrica é um processo complexo, pode-se registrar como evento inaugural, desse movimento, a crise institucional vivida pela Divisão de Saúde Mental do Ministério da Saúde (DINSAM) na década de setenta.
Política pública de saúde mental é um processo político e social complexo, composto de participantes, instituições  e forças de diferentes origens que acontece em diversos territórios. É um conjunto de transformações de práticas, saberes, valores culturais e sociais, e é no cotidiano da vida das instituições, dos serviços e das relações interpessoais que o processo da política avança, passando por tensões, conflitos e desafios.
Nos séculos passados, quando ainda não havia um controle institucionalizado de saúde mental, a loucura era uma questão privada, e as famílias eram responsáveis por seus membros com transtorno mental. Os loucos eram livres para circular nos campos, mas também eram alvo de chacotas, zombarias e escárnio público.
Com o passar dos anos, começou então a discussão e luta pela implantação de serviços de saúde mental no Brasil. Foi ai então que surgiram as primeiras instituições, no ano de 1841 na cidade do Rio de Janeiro, que era um abrigo provisório, logo após surgirem outras instituições como hospícios e casas de saúde. Somente no final do século XX é que a militância por serviços humanizados consegui às primeiras implantações de Centros de Atenção Psicossocial os CAPS.
Foi em 2001 que a Lei Paulo Delgado foi sancionada no país. A Lei redireciona a assistência em saúde mental, privilegiando o oferecimento de tratamento em serviços de base comunitária, dispõe sobre a proteção e os direitos das pessoas com transtornos mentais, mas não institui mecanismos claros para a progressiva extinção dos manicômios.
As condições da saúde mental no Brasil evoluíram, porém a Luta Antimanicomial não parou. Ainda acontecem manifestações em todo o país no dia 18 de maio, para que se mantenha vivo o cuidado com os doentes, e para que fique claro que eles não devem ser excluídos da sociedade e maltratados como eram antigamente, mas sim orientados e acompanhados para que possam encontrar seu lugar no mundo.

#### A Doutrina da Eugenia dentro da Medicina no Brasil
Em 1923, durante o I Congresso Brasileiro de Higiene, os principais defensores do movimento de higiene social assumiram a missão de preservar a saúde pública, com o propósito de manter o status quo, resistindo às ideias de igualdade e à busca por uma sociedade mais limpa e higiênica em relação ao que era considerado insalubre. Eles se comprometeram a promover comportamentos saudáveis, eliminar os problemas sociais e alcançar os grandes objetivos de saúde estabelecidos pelo Estado, que incluíam a saúde robusta do indivíduo e a pureza da linhagem. De acordo com a perspectiva higienista, a construção de uma nação grandiosa era incompatível com uma população vista como inferior devido à miscigenação, e essa visão estava alinhada com os princípios da teoria da Eugenia.
A doutrina da eugenia, elaborada por Francis Galton (1822-1911), encontra sua origem na palavra grega "eugenes", que significa "de bom nascimento" ou "bem-nascido." Essa terminologia foi introduzida para descrever a ciência que se dedica aos elementos com o potencial de aprimorar as características hereditárias da linhagem humana. Galton sustentava a ideia de que, de maneira análoga aos processos de seleção artificial aplicados aos animais, os seres humanos poderiam ser aperfeiçoados. A doutrina da eugenia preconizava a busca pela elevação da qualidade genética da população, com o propósito de forjar uma linhagem mais saudável e vigorosa. Isso implicava não apenas a promoção da procriação entre os indivíduos considerados geneticamente superiores, mas também a 10 restrição da reprodução por parte daqueles identificados como portadores de características indesejáveis. Essas práticas, às vezes severas, tinham como finalidade reconfigurar a composição genética da sociedade em conformidade com ideais preestabelecidos de superioridade racial e herança genética.
Uma das demonstrações mais evidentes da eugenia na psiquiatria foi a imposição compulsória da esterilização em indivíduos portadores de distúrbios mentais hereditários. Normativas legais foram instituídas em diversos países, incluindo os Estados Unidos, que autorizaram a submissão de pessoas à esterilização com o propósito de evitar a transmissão dessas condições à descendência.
A depuração étnica também teve uma participação significativa na história da psiquiatria no Brasil, impactando especialmente as comunidades indígenas. Políticas que restringiam a procriação foram estabelecidas, frequentemente com base em diagnósticos psiquiátricos. Isso englobava a proibição de matrimônios entre indivíduos portadores de enfermidades mentais hereditárias e a retirada de crianças de seus responsáveis legais sob a suposição de que estes não teriam a capacidade de criar filhos saudáveis. Essas medidas frequentemente resultam na separação de famílias e na negação dos direitos reprodutivos de pessoas com distúrbios mentais.
A eugenia também exerceu influência sobre a prática de internações involuntárias em instituições psiquiátricas, onde indivíduos com distúrbios mentais eram frequentemente segregados da sociedade. Essas políticas e práticas eugênicas foram particularmente marcadas pelo racismo direcionado às comunidades indígenas e afrodescendentes.
O livro “História da Psiquiatria no Brasil: Um Corte Ideológico” (1976), trouxe importantes contribuições para essa discussão. A obra abordou a evolução da psiquiatria brasileira, analisando não apenas os aspectos científicos, mas também os contextos sociais e políticos. O autor criticou a influência da ideologia eugênica na psiquiatria, expondo como ela prejudicou as práticas e os tratamentos.
No contexto econômico, fundado nas bases do capitalismo, a busca por lucro e a competição, exerceu influências profundas na trajetória da psiquiatria, especialmente quando aliado a ideias eugenistas. Primeiramente, os hospitais psiquiátricos evoluíram para serem tratados como negócios, onde a internação de indivíduos com transtornos mentais se tornou uma fonte de lucro para os administradores dessas instituições. Contudo, tal abordagem frequentemente resultava em condições desumanas e tratamentos abusivos nos hospitais psiquiátricos, onde a atenção ao bem-estar humano era frequentemente relegada em favor do lucro. Além disso, a indústria farmacêutica, impulsionada pela busca pelo lucro, promoveu medicamentos como soluções imediatas para transtornos mentais, levando a uma excessiva medicalização. Isso resultou na aplicação de medicamentos sem considerar alternativas terapêuticas ou abordagens holísticas. O enfoque capitalista na produtividade e eficiência também contribuiu para a estigmatização e exclusão de pessoas com transtornos mentais do ambiente de trabalho. Essa atitude culminou em um estigma social que marginaliza essas pessoas, deixando-as à margem da vida econômica e social.

## As Comunidades Terapêuticas, um modelo asilar e manicomial
Nesses moldes, e atravessando desafios para a consolidação de um sistema de saúde público, com a ausência de significativa oferta de serviços de saúde universalizados, na década de 1960, surgem as comunidades terapêuticas no Brasil. O conceito de Comunidade Terapêutica teve sua origem na década de 1950, na Inglaterra, com o objetivo de tratar a então denominada "neurose de guerra" em soldados britânicos. Esse conceito emergiu a partir das observações clínicas realizadas pelo psiquiatra do exército inglês, Maxwell Jones. Na época, partiu-se do pressuposto de que somente veteranos de guerra seriam capazes de compreender e abordar eficazmente o sofrimento compartilhado por outros veteranos. Daí a ideia de criar uma "comunidade" de pares com potencial terapêutico.
No contexto brasileiro, as Comunidades Terapêuticas têm uma história que remonta à década de 1960, quando começaram a ser estabelecidas no país. Essas instituições, inicialmente destinadas ao tratamento de pessoas com problemas relacionados ao uso de substâncias psicoativas, mostraram, a partir de sua expansão, marcas por denúncias de violações dos direitos humanos mais fundamentais.
A Lei Nacional de Saúde Mental (Lei 10.216/01), que estabeleceu medidas de proteção e direitos para indivíduos com transtornos mentais, promoveu a reestruturação da rede de serviços em nível territorial. A introdução da Rede de Atenção Psicossocial (RAPS) em 2011 trouxe consigo mudanças significativas, como a promoção do tratamento em um ambiente mais livre e integrado por meio da colaboração entre os diversos serviços. Como resultado dessa legislação, houve um substancial redução no número de leitos psiquiátricos no país, passando de 80 mil na década de 1970 para 25.988 em 2014. Além disso, observou-se um significativo aumento nos investimentos em atenção psicossocial.
Curiosamente, a partir de 2011, às Comunidades Terapêuticas foram oficialmente incluídas na Rede de Atenção Psicossocial (RAPS) do país. Esse desenvolvimento ocorreu no contexto de uma crescente ênfase no discurso de combate ao consumo de crack, o qual ganhou força a partir de 2010 devido a influências midiáticas e políticas.
Esse contexto levou as Comunidades Terapêuticas a conquistarem maior visibilidade e a exercerem pressão sobre o Governo Federal para que fossem integradas aos serviços de assistência voltados para os usuários de drogas. Na prática, como evidenciado, alguns componentes da RAPS, mantém uma abordagem tutelar e de dependência que remonta ao modelo asilar.
As orientações indicam um retrocesso ao antigo modelo de hospitais psiquiátricos, com financiamento público para internações de longa duração e restrições à liberdade dos pacientes. Observa-se um retorno a práticas moralistas fundamentadas em assistência caritativa com conotação religiosa. Surpreendentemente, 82% das Comunidades Terapêuticas em todo o país mantêm conexões com instituições religiosas, sobretudo aquelas de orientação cristã. Essa associação frequentemente se traduz em práticas que incluem a imposição de atividades religiosas compulsórias, como preces e rituais, que fazem parte da rotina dos residentes. Impor a participação nesses rituais é altamente problemático, especialmente quando as convicções religiosas dos indivíduos não se alinham com as defendidas pela instituição.
Ademais, o caráter manicomial das Comunidades Terapêuticas é uma fonte de sérias preocupações. O termo "manicomial" está intrinsecamente relacionado com o tratamento desumano e a falta de respeito aos direitos humanos que caracterizavam os antigos hospitais psiquiátricos. Esses espaços têm adotado práticas que lembram esse modelo, incluindo internações prolongadas e a privação da liberdade dos residentes. Essa abordagem é contraproducente para a recuperação e reintegração dos indivíduos à sociedade, além de ser uma violação flagrante dos princípios de tratamento baseados em direitos humanos.
Em 22 de outubro de 2018, uma operação de verificação realizada pelo Ministério Público Federal e órgãos ligados às secretarias de saúde ocorreu em Minas Gerais, na comunidade terapêutica denominada Centro de Tratamento e Dependência Química – 13 CREDEQ/CENTRADEQ, situada em um terreno concedido pelo município, erguida com financiamento estadual do Fundo Estadual de Saúde, ou seja, com verbas governamentais; em resposta a sérias acusações de violações aos direitos humanos.
Segundo a operação, era possível observar pela área externa do terreno, grades e arames farpados. No interior do local, foram identificados sinais de abuso, exploração de mão de obra e atos de crueldade que afetavam 63 indivíduos maduros e dez jovens. Os adolescentes eram sujeitos à igual rotina dos adultos, que incluía tarefas agrícolas, edificação de novas estruturas, cuidados com o espaço e obrigações religiosas. Os direitos assegurados pelo Estatuto da Criança e do Adolescente eram infringidos diariamente, de acordo com os relatos dos afetados. Além de não frequentar nenhuma atividade escolar, os adolescentes eram submetidos a torturas e trabalhos forçados com regularidade, segundo o MP e os especialistas e entidades que fizeram a visita surpresa.
No momento presente, essas instituições baseiam suas abordagens na ideia de que indivíduos que apresentam abuso de substâncias psicoativas constituem um perigo tanto para a comunidade quanto para suas famílias, uma vez que são vistos como portadores de uma condição que os faz perder o controle sobre seus impulsos. Isso resulta na percepção de que são indivíduos perigosos e inadministráveis, e, assim, justifica a necessidade de reclusão. Essa representação tem sido fortalecida pelos meios de comunicação, contribuindo para ampliar a aceitação social do confinamento.
A pretexto de instituir a política antimanicomial do Judiciário e fixar procedimentos e diretizes para implementar a Convenção Internacional dos Direitos das Pessoas com Deficiência e a Lei Antimanicomial no processo penal e na execução das medidas de segurança, o Conselho Nacional de Justiça (CNJ)  aprovou a Resolução 487/2023 do CNJ, determinando o fechamento dos hospitais de custódia e tratamento psiquiátrico (HCTPs).
Em nota pública, o Cremesp pediu a “revogação da Resolução do CNJ até que estudos qualificados sejam elaborados, debates plurais, técnicos e democráticos sejam empreendidos sobre o assunto”.
Para o Conselho, não é uma atitude salutar fechar locais especializados que recebem pacientes com transtornos mentais e os colocar em outros estabelecimentos com enfermos das mais diversas características: “Além de colocar em risco a saúde e a segurança dos pacientes, esse modelo estende o prejuízo aos familiares e à população em geral, que fica à deriva em busca de assistência e tratamento de transtornos mentais adequados para quem precisa. A medida vai contra os interesses do próprio paciente que está nesse tipo de instituição”.
Em outubro de 2024, o Supremo Tribunal Federal (STF) iniciou o julgamento de quatro ações que contestam a Resolução 487/2023 do Conselho Nacional de Justiça (CNJ), que instituiu a Política Antimanicomial do Poder Judiciário. Entre as medidas previstas na resolução estão o fechamento dos manicômios judiciários e a transferência dos internos para atendimento nos Centros de Atenção Psicossocial (CAPs) do Sistema Único de Saúde (SUS).

## Ações que questionam a resolução do CNJ no Supremo Tribunal Federal
Em outubro de 2024, o Supremo Tribunal Federal (STF) iniciou o julgamento de quatro ações que contestam a Resolução 487/2023 do Conselho Nacional de Justiça (CNJ), responsável por instituir a Política Antimanicomial no âmbito do Poder Judiciário. Entre as medidas previstas na norma, destacam-se o fechamento dos manicômios judiciários e a transferência dos internos para atendimento nos Centros de Atenção Psicossocial (CAPs) vinculados ao Sistema Único de Saúde (SUS).
As ações em exame são as Ações Diretas de Inconstitucionalidade ADI 7389, ADI 7454 e ADI 7566 e a Arguição de Descumprimento de Preceito Fundamental ADPF 1076, ajuizadas respectivamente pelo partido Podemos, pela Associação Brasileira de Psiquiatria, pela Associação Nacional dos Membros do Ministério Público e pelo União Brasil. Todas estão sob a relatoria do ministro Edson Fachin.
Os autores sustentam que o CNJ extrapolou suas competências ao editar a resolução, pois teria modificado a aplicação de dispositivos do Código Penal, como a previsão da medida de segurança de internação (artigo 96, inciso I) e a exigência de perícia médica psiquiátrica para avaliação e revisão dessas medidas. Segundo eles, tais aspectos somente poderiam ser alterados por meio de lei federal. Ademais, argumentam que a implementação da norma comprometeria o direito de pessoas que necessitam de internação psiquiátrica à adequada restauração da saúde mental.